# Liaobu
Liaobu (kinesiska: 寮步) är en köping i sydöstra  Kina.  Den ligger i staden Dongguan i provinsen Guangdong, omkring 65 kilometer öster om provinshuvudstaden Guangzhou. Antalet invånare är 418 578. Befolkningen består av 190 993 kvinnor och 227 585 män. Barn under 15 år utgör 8,0 %, vuxna 15-64 år 90 %, och äldre över 65 år 1,0 %.